# Claudio Colucci

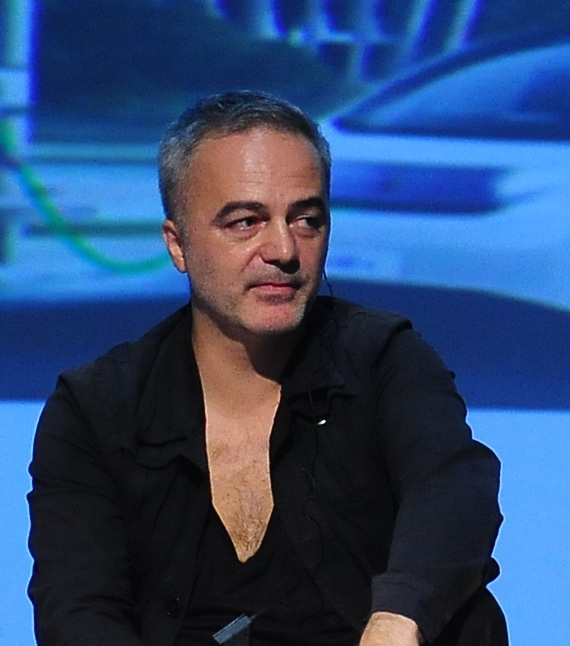
Claudio Colucci, 2014

クラウディオ・コルッチ（Claudio Colucci, 1965年7月5日 - ）は、空間・インテリア・ウィンドウディスプレイ・家具・プロダクト・グラフィック等さまざまな分野のデザインを手がける総合的なデザイナー。
スイス・ロカルノ出身。ジュネーブ、パリ、ロンドンにてデザインを学ぶ。
ダイナミックな造形、独特の色彩感覚が織り成すユーモアあふれるクリエイションに定評がある。